# Ino-Rock Festival
Ino-Rock Festival – polski festiwal muzyczny, poświęcony głównie rockowi progresywnemu, odbywający się od 2008 roku w Inowrocławiu w Teatrze Letnim w ostatni weekend sierpnia. Festiwal odbywał się zwykle w piątkowe popołudnia, zaś od 2024 roku jest festiwalem dwudniowym (piątek – sobota).
Pierwszym organizatorem było Kujawskie Centrum Kultury oraz muzycy zespołu Quidam. Od 2009 współorganizatorem jest Rock Serwis.
Uczestnicy kolejnych edycji:
- 2008: Focus, Pineapple Thief, Riverside, Quidam
- 2009: Steve Hackett Band, Nosound, Indukti, After...
- 2010: Anathema, Ozric Tentacles, Airbag, Votum
- 2011: Brendan Perry, Pain of Salvation, Wolf People, Lebowski
- 2012: Hawkwind, Gazpacho, Soen, Tune, hipiersoniK
- 2013: Riverside, Mostly Autumn, Änglagård, Believe, Osada Vida
- 2014: IQ, Haken, Nino Katamadze & Insight, Lizard, Soma White
- 2015: Fish, Tim Bowness, Motorpsycho, Millenium, State Urge
- 2016: Lacrimosa, Anekdoten, Dungen, Agusa
- 2017: Pain of Salvation, Meller Gołyźniak Duda, Mystery, iamthemorning, Collage
- 2018: Gazpacho, Soup, Bjørn Riis, Amarok, Hipgnosis
- 2019: Anathema, Antimatter, Crippled Black Phoenix, Lion Shepherd, Joanna Vorbrodt
- 2020: festiwal nie odbył się z powodu pandemii COVID 19
- 2021: Obrasqi, Frontal Cortex, RPWL, Eivør, Riverside
- 2022: Baśnia, Besides, Villagers of Ioannina City, Leprous, Wishbone Ash
- 2023: Here on Earth, Long Distance Calling, Collage, David Cross Band, Soen
- 2024: Dzień I – Eivør, Gazpacho, The Amazing, Paatos. Dzień II – Ray Wilson, Michał Łapaj, Sivert Høyem, Antimatter, Łysa Góra.